# Ola Gefvert
Lars Harald Ola Gefvert, född 21 mars 1958 i Kalmar, är en svensk läkare. Gefvert var tidigare verksamhetschef, vd för och ensam ägare av de privata företag som drev närpsykiatrin i Norra Uppland: Heby, Älvkarleby, Tierps och Östhammar kommuner.

## Forskning om schizofreni
Efter läkarexamen 1993 antogs Gefvert som doktorand, och arbetade under utbildningen på den psykiatriska forskningsenheten vid Västerås Centrallasarett. I samarbete med bland andra Bengt Långström och Mats Bergström forskade han där inom psykofarmakologi med hjärnscanning för att studera hur patienter med psykoser reagerar på psykofarmaka.
Han disputerade i medicin vid Uppsala universitet år 2000 med en studie om dopaminets funktion och farmakologi vid schizofreni, PET Applications in Schizophrenia. Avhandlingen var delvis en sammanfattning av forskning som Gefvert redan publicerat i internationella tidskrifter om psykiatrisk forskning.
Dopaminhypotesen, att schizofreni kan förklaras som förhöjd dopaminaktivitet i delar av hjärnan, hade redan framlagts och grundat sig på patienternas reaktion på medicinering, men det saknades metoder att vetenskapligt pröva hypotesen som därför i vissa kretsar blev kontroversiell. Gefvert framlade i sin avhandling att hypotesen kunde beläggas genom att hjärnscanna patienter som fått dopamin- och serotoninreceptorer med PET och Spect, två moderna tekniker att scanna hjärnan. Tidigare hade forskare ansett att frontalloben var drabbad vid schizofreni, och Gefvert kunde i sin avhandling specificera att det framför allt är i mediala prefrontalcortex som dopaminomsättningen ökar vid schizofreni. Hans forskning bekräftade också tidigare uppfattningar, att denna omsättning även sker i basala ganglierna (nucleus caudatus och putamen). Gefvert är emellertid av uppfattningen att PET inte ska användas som metod för att ställa diagnos, vilket han även framgent anser ska ske med samtal.
Efter disputationen har Gefvert återkommit till ämnet schizofreni och dess farmakologi i flera artiklar som publicerats.

## Dubbeldiagnoser
Gefvert gick därefter vidare genom att studera dubbeldiagnoser, när patienter har både en psykisk sjukdom och ett missbruk. Detta ämnesområde kom han i kontakt med via en tjänst som psykiater vid Baspsykiatrin i Västerås, där han knöts till Västerås samverkansplattform mellan psykiatrisk vård och missbruksvård. Denna vårdgrupp har varit problematisk, bland annat för att psykofarmaka i sig kan utvecklas till missbruk. Gefverts erfarenheter i detta område sammanställde han tillsammans med bland andra Kim T. Meuser i rapporten och forskningsöversikten Dubbel diagnos 2005.

## Läkargärning
Forskningen har Gefvert kombinerat med klinisk psykiatri som överläkare vid flera sjukhus, privata psykiatriska mottagningar och landsting i Mellansverige. Till en början var han knuten till psykiatrin i Västerås, men har också verkat på S:t Görans psykiatriska akutmottagning, är VD för Närpsykiatri i Enköping AB, samt är styrelseledamot för Närpsykiatri i Hätö AB, verksamheter som lades ned efter radiodokumentären om Nora (se nedan).

## Författare av kurslitteratur
Ola Gefvert och Sten Levander är två av fyra författare till Psykiatri - en orienterande översikt, som utgavs av Studentlitteratur 2006, och som 2008 utkom i en andra upplaga. Boken används som kurslitteratur i flera universitetsutbildningar som inriktar sig på psykiatri.

## Agerande i fallet "Nora"
Gefvert kritiserades av Socialstyrelsen i januari 2013, efter att han bryskt vägrat låta en patient med självskadebeteende, och som utsatts för våldtäkt av polischefen Göran Lindberg, få behandling av en kvinnlig terapeut. Frivården, som beslutar om vård för dömda patienter, begärde att patienten skulle få vård av en kvinnlig terapeut. Frivårdsinspektören gjorde en anmälan på Gefvert: Han ifrågasatte mina tankar och värderingar om klienten och avslutade med att säga att hon horade innan det med Lindberg hände, och menade att då får man skylla sig själv. Gefvert blev även anmäld enligt Lex Maria efter att han skrev ut den tvångsvårdade patienten i strid mot läkarkollegas beslut om slutenvård. Kort därefter gjorde patienten ett allvarligt självmordsförsök. Gefverts kommentar till anmälan var att han skickat hem henne med att hon var är trulig kvinna med trots och att man kan inte använda tvångsvård mot kvinnor som Nora.
Efter ett flertal anmälningar mot Gefvert som kom in till Socialstyrelsen efter Nora-programmen, och Arbetarbladets uppmaning till tidigare patienter att anmäla Gefvert, beslöt Landstinget i Uppsala att Gefvert inte ska tillåtas ha något direkt patientkontakt vid de mottagningar som hans företag driver i landstingets regi i norra Uppland. Socialstyrelsen startade i samband med detta en granskning av Gefverts bolag Närpsykiatrin i Enköping. Gefvert ångrar det som kommit fram, men hoppas att framtiden ska visa den totala behandlingen i fallet.
Inspektionen för vård och omsorg meddelade 2015 att de begärde att hans läkarlegitimation indrogs, på grund av fler fall än Nora.
HSAN, som gått igenom alla anmälningar mot Gefvert, riktade i sin dom mot Gefvert fyra anmärkningar, alla hade med bristande journalföring att göra. Anmälningarna runt Nora-fallet lämnades helt utan kommentarer, Gefvert friades således. HSAN är en sammansättning av jurister samt politiskt utsedda nämndemän med medicinsk kompetens, de har till skillnad från SR, frivården, Aftonbladet, UNT och Arbetarbladet tillgång till alla journaler och adekvata handlingar. Han har sedan Nora-fallet arbetat som psykiater i Danmark, vid projektet Sikker Psykiatri.